# Bocksbeutel

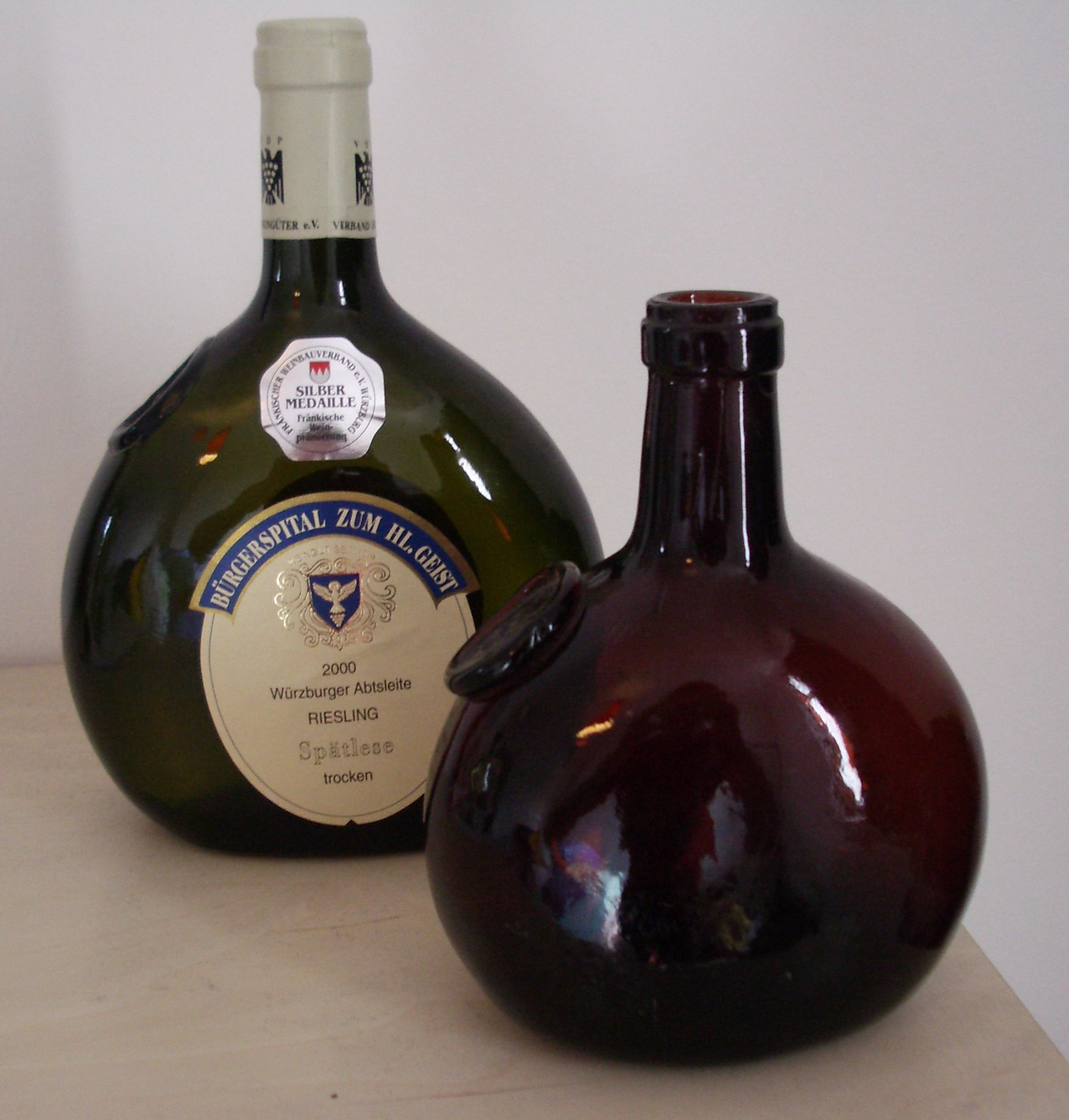
Láhve typu Bocksbeutel

Bocksbeutel je typ láhve na víno. Vyznačuje se krátkým hrdlem a vypouklým tělem, které je zploštělé s elipsovitým dnem. Od roku 1989 je tento druh láhve chráněn Evropskou unií a může se používat pouze pro vyhrazené vinařské oblasti. Láhev vznikla v roce 1728 ve Würzburgu, kde se městská rada rozhodla plnit do speciální láhve, aby se v obchodech lépe rozeznávala od konkurence. Láhve se používají v Německu, Řecku, Portugalsku a Itálii.

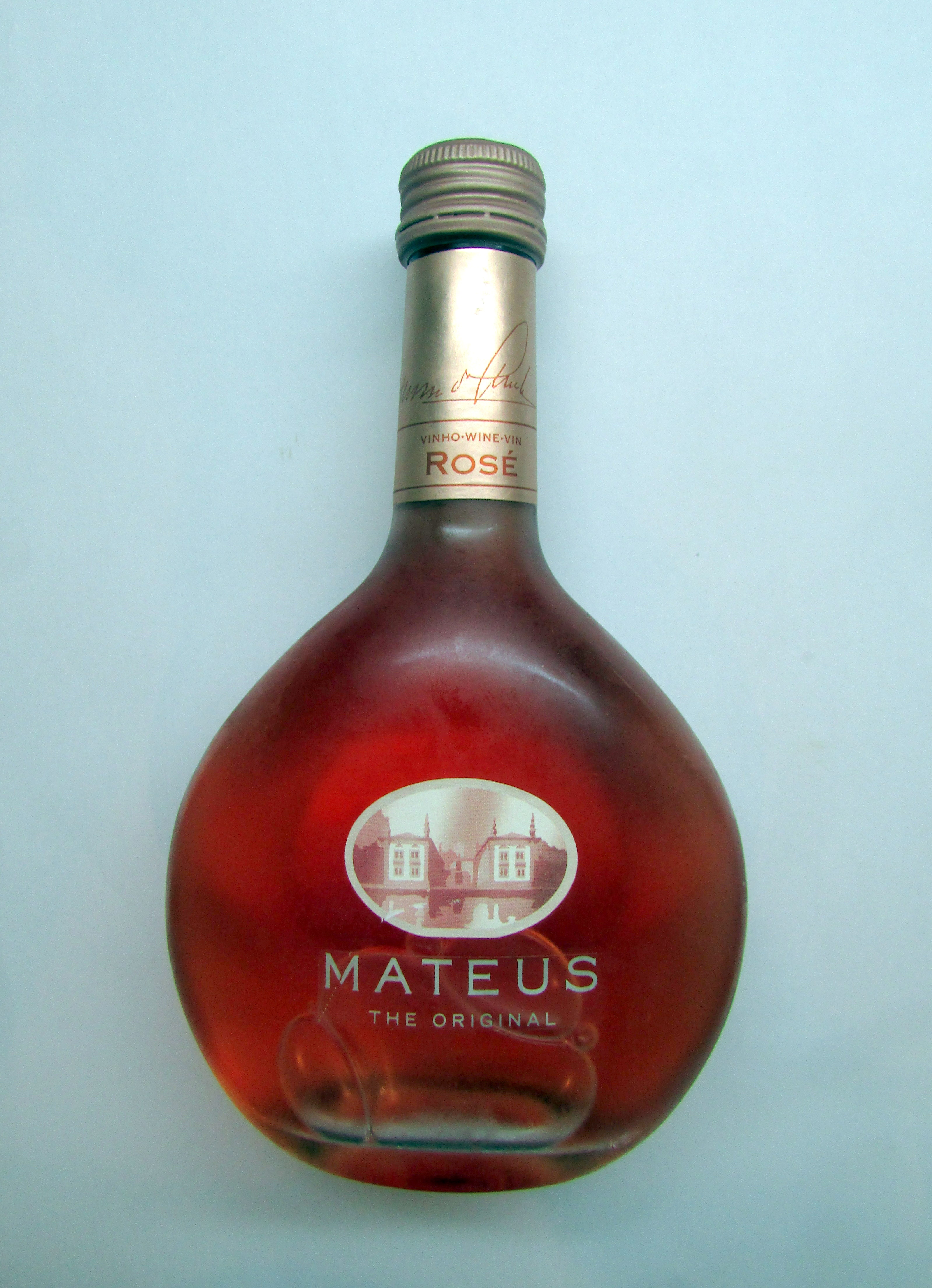
Portugalské víno v láhvi typu Bocksbeutel

Láhve se vyrábí ve více variantách, a to:
- 0,25 l Bocksbeutel

- 0,375 l Bocksbeutel
- 0,5 l Bocksbeutel
- 3,0 l Magnum Bocksbeutel
- 0,75 l Sektflasche